# Karlovačko
Karlovačko is een lager bier uit Kroatië. Dit bier wordt gebrouwen in de stad Karlovac in de Karlovačka pivovara  (brouwerij). Karlovačko is eigendom van Heineken.
Het bier wordt geëxporteerd naar verschillende landen, onder andere Australië, Bosnië en Herzegovina, Canada, Duitsland, Oostenrijk, Slovenië, Verenigde Staten, Zweden en Zwitserland.

## Varianten
- Karlovačko Svijetlo Pivo, 5,4%
- Karlovačko Rally, 0,5%
- Karlovačko Radler, 2%
- Karlovačko Radler grejp, 2%